# Karel Palas
Karel Palas (24. srpna 1931 Budišov – 24. března 2005 Brno) byl český literární vědec, vysokoškolský pedagog, editor.

## Život
Po ukončení Gymnázia ve Velkém Meziříčí vystudoval v letech 1950–1955 češtinu a ruštinu na Filozofické fakultě Masarykovy univerzity v Brně. Již v roce 1953 se stal na filozofické fakultě asistentem, poté interním vědeckým aspirantem a odborným asistentem. Kandidátskou disertaci Konvergentní a divergentní tendence v české literatuře 17. a 18. století obhájil v roce 1960 a habilitační práci K problematice krajové pololidové literatury 18. století v roce 1964. Docentem dějin české literatury byl jmenován v roce 1966.
Byl členem Literárněvědné společnosti při Československé akademii věd a Matice moravské, v letech 1965–1969 vykonával funkci tajemníka redakce Spisů filozofické fakulty brněnské univerzity a Sborníku prací filozofické fakulty.
V letech 1970–1976 a 1990–1992 byl vedoucím katedry české literatury a literární vědy, v letech 1977–1991 byl redaktorem literárněvědné řady D Sborníku prací filozofické fakulty brněnské univerzity, jako člen redakčního kolektivu Ročenky Univerzita Jana Evangelisty Purkyně (dnešní Masarykovy univerzity) v Brně působil 1976–1985.

## Dílo
Nejprve se věnoval problematice jazykového stylu, například studie o jazyce Terézy Novákové, později se soustředil na českou barokní literaturu, zvláštní pozornost věnoval literatuře pololidové a literatuře národního obrození se zvláštním zřetelem k literárnímu dění na Moravě. Napsal několik prací o vztazích mezi literaturou a pololidovou tvorbou v období protireformace, ve statích se zabýval ohlasy baroka v novočeské poezii například studie Barokní tradice v raněobrozenecké poezii (1969), Recepce starší české duchovní písně v době obrozenecké (Spisy FF 1972). Své poznatky shrnul v publikaci K problematice krajové pololidové literatury 18. století (1964). Věnoval se i počátkům dětské literatury v 19. století.
V oblasti badatelské i recenzní se soustředil především na literaturu národního obrození, pro posluchače fakulty napsal skripta O české literatuře a jazyce (1970), O české literatuře (1974, 1977), O české a slovenské literatuře (1983), ve kterých postihl vývoj obrozenské literatury. Vydal studie věnované jednotlivým představitelům této epochy, například Josefu Dobrovskému, Josefu Jungmannovi, Matěji Mikšíčkovi, Václavu Matěji Krameriovi. Zabýval se i osobnostmi literárněvědní bohemistiky, kterým věnoval medailony ve sborníku Slavica – Josef Hrabák, Pavel Pešta (1973) či ve Sborníku prací FF – František Tenčík (1972), Dušan Jeřábek (1982), Milan Kopecký (1985).
Významná byla i jeho činnost editorská, podílel se například na vydání děl Lva Blatného (s Milanem Suchomelem), Karla Klostermanna, Jiřího Mahena (s Vlastimilem Válkem), Viléma Mrštíka (s Miroslavem Greplem), Gabriely Preissové (s M. Greplem), Rudolfa Těsnohlídka aj. Připravil k vydání výbor z českých próz s milostnou tematikou Marnivá noc (1969). Vydal spolu s V. Válkem a Jaroslavem Fryčerem kritické vydání Básnických překladů Hanuše Jelínka (1983). Redigoval i odborné práce, společně s Jiřím Levým sborník Teorie verše II (1968), ve spolupráci s D. Jeřábkem a M. Kopeckým sborník Literárněvědné studie. J. Hrabákovi k šedesátinám (1972).